# Мумин, Пулат
Пулат Мумин (24 декабря 1922, Ташкент — 3 февраля 2003, там же) — узбекский и советский писатель, поэт и драматург. Народный писатель Узбекской ССР (1991), Заслуженный деятель искусств Узбекской ССР (1983).

## Биография
В 1939 окончил педагогический техникум, затем в 1944 году Ташкентский педагогический институт имени Низами.
В 1944—1947 годах работал преподавателем, в 1948—1950 годах — литературным сотрудником в узбекских газетах, в 1951—1952 годах — начальником отдела детской литературы в Узбекском государственном издательстве, литературным консультантом в Союзе писателей Узбекской ССР (1954—1960), главным редактором драмы в Департаменте по делам искусств Министерства культуры Узбекистана (1962—1964).

## Творчество
Дебютировал как поэт в 1949 году с собранием стихов «Сайранг, қушлар». Затем, вышли сборники и отдельные стихи «Будь, готов!», «Сказка зубной щётки» (1955), «Ремеслом богат» (1958), «Вырастет цветком правильным» (1960), «Где находится ум?» (1962), «Золотая дудочка» (1967), «Спасибо за спасибо!» (1969), «Жив и здоров» (1971), «Воспитанность и солнце» (1971), «Похож на хороших», «Цветок и лук», «Усмехнулся», «Я люблю, ты любишь?», «Золотые зерна», «66 золотых рук», «От сказки к сказке» (1990), «Книга Фардов» (1993) и другие сборники. Последняя книга поэзии «Дитя, дитя моё» вышла в 2004 году.
Известные узбекским детский поэт и поэт-песенник («Молчала», «Это мать, мать», «Скажу тебе кое-что» и др.).
Автор ряда пьес («Тыковка и ракушка» (1970), «Лакомка и конфетка», «Геройство Бахадира»).
Занимался переводами произведений русских и советских поэтов и писателей, среди них, А. С. Пушкин, В. В. Маяковский, С. Маршак, С. Михалков, А. Барто, Н. Носов и др.

## Награды
- Орден «Эл-юрт хурмати» (Уважаемому народом и Родиной) (1998)[1].
- Медаль «За трудовое отличие» (1959)[2].
- Народный писатель Узбекской ССР (1991)[3].
- Заслуженный деятель искусств Узбекской ССР (1983).